# Innviertel
Innviertel (eller Innkreis) er et regionalt område i den østrigske delstat Oberösterreich. Området er opkaldt efter floden Inn og udgør én af fire historiske inddelinger af Oberösterreich. Disse inddelinger har ingen administrativ eller politisk betydning, efter at Østrig fik en ændret administrativ opdeling i det 19. århundrede i distrikter. Mod vest og nord grænser området til Bayern samt Mühlviertel, mod syd til delstaten Salzburg og mod øst til Hausruckviertel.
Innviertel omfatter følgende distrikter:
- Braunau am Inn
- Ried im Innkreis
- Schärding

Oberösterreich er inddelt i fire historiske regioner, og udover Innviertel er det Traunviertel, Hausruckviertel og Mühlviertel.
Historisk hørte Innviertel indtil 1779 til Bayern, hvorefter det blev lagt under Oberösterreich. Under Napoleonskrigene kom Innviertel atter under Bayern, men Wienerkongressen tilkendte i 1814 Østrig Innviertel.
ØInnviertel til Østrig.
48°18′N 13°24′Ø / 48.3°N 13.4°Ø